# Sven-Bertil Taube
Sven-Bertil Gunnar Evert Taube (Stoccolma, 24 novembre 1934 – Londra, 11 novembre 2022) è stato un attore e cantante svedese.

## Biografia
Figlio del noto cantautore svedese Evert Taube e della scultrice Astri Bergman Taube, Sven-Bertil Taube iniziò ad appassionarsi alla musica folk e al folklore in generale viaggiando per l'Europa ancora molto giovane, tenendo concerti quand'era ancora soltanto uno studente della Royal Beskow School di Stoccolma. 
Nel periodo di studi gli fu anche proposto di realizzare un album di musica folk tipicamente svedese dalla Folkway Records. Taube si diplomò nel 1954 a Darien, nel Connecticut, presso la Cherry Lawn School.

### Carriera musicale
Il suo primo album risale al 1954, una sorta di cover di canzoni già cantate da suo padre, famoso cantautore svedese. Da quel primo album in poi molte saranno le canzoni riprese dal repertorio musicale del padre. Ha anche registrato canzoni del popolare compositore e poeta svedese del diciottesimo secolo, Carl Michael Bellman e del poeta Nils Ferlin. 

### Carriera da attore
Taube lavorò a Londra come interprete teatrale e di musical. La sua interpretazione maggiormente riuscita è quella del Principe Alberto in Io e Albert, musical del 1972. Successivamente ottenne un ruolo minore nel film La notte dell'aquila (1976). 
Tra le sue ultime interpretazioni in un film va ricordata quella dell'anziano Henrik Vanger nella versione cinematografica della famosa serie di romanzi Millennium,  Uomini che odiano le donne (2009).

## Vita privata
Si sposò quattro volte ed ebbe quattro figli, nati rispettivamente nel 1960, nel 1965, nel 1979 e nel 1994.

## Discografia parziale
- 1960 : Carl Michael Bellman
- 1960 : Sven-Bertil Taube sjunger Evert Taube
- 1961 : Nils Ferlin
- 1962 : Skillingtryck och andra fina visor från flera sekler
- 1963 : Carl Michael Bellman, Vol. 2
- 1964 : Tiggarens opera
- 1964 : Erik Axel Karlfeldt
- 1965 : Pastime with Good Company (with Dorothy Dorow)
- 1967 : Carl Jonas Love Almqvist (with Lilian Sjöstrand)
- 1968 : Peter och vargen/Orkesterguide för ungdom
- 1968 : Visor
- 1970 : Evert Taube
- 1972 : 12 visor av Evert Taube
- 1973 : Ulf Peder Olrog
- 1974 : Sjunger Mikis Theodorakis
- 1975 : Caballero! Visor och ballader av Evert Taube
- 1976 : Sings Mikis Theodorakis (same songs as original, but in English)
- 1977 : A Swedish Musical Odyssey
- 1978 : Borta bra men hemma bäst. Visor och ballader av Evert Taube
- 1979 : Närmare dig
- 1980 : Många hundra gröna mil – på Berns Salonger (Live album)
- 1981 : Sjunger Leo Ferré
- 1981 : I and Albert. A New Musical
- 1983 : Inbjudan till... Ord och toner av Evert Taube
- 1985 : Årstider
- 1990 : Tango
- 1993 : ¡Inspiración Argentina!

## Filmografia parziale
- Stimulantia (1967), episodio "I due amanti" regia di Jörn Donner
- L'estate del leone, regia di Torbjörn Axelman (1968)
- La calda neve, regia di Torbjörn Axelman (1968)
- Le calde amicizie (Quarante-huit heures d'amour), regia di Jacques Laurent (1969)
- Sezione narcotici (Puppet on a chain), regia di Geoffrey Reeve (1970)
- La notte dell'aquila (The Eagle Has Landed), regia di John Sturges (1976)
- Il gioco degli avvoltoi  (Game for Vultures), regia di James Fargo (1979)
- Le mani (Händerna), regia di Richard Hobert (1994)
- Jerusalem, regia di Bille August (1996)
- London Voodoo, regia di Robert Pratten (2004)
- Arn - L'ultimo cavaliere (Arn - Tempelriddaren), regia di Peter Flinth (2008)
- Uomini che odiano le donne (Män som hatar kvinnor), regia di Niels Arden Oplev (2009)

## Riconoscimenti
- Guldbagge
  - 1995 - Miglior attore per Le mani (Händerna)
  - 1997 - Candidatura a miglior attore non protagonista per Jerusalem